# 农场

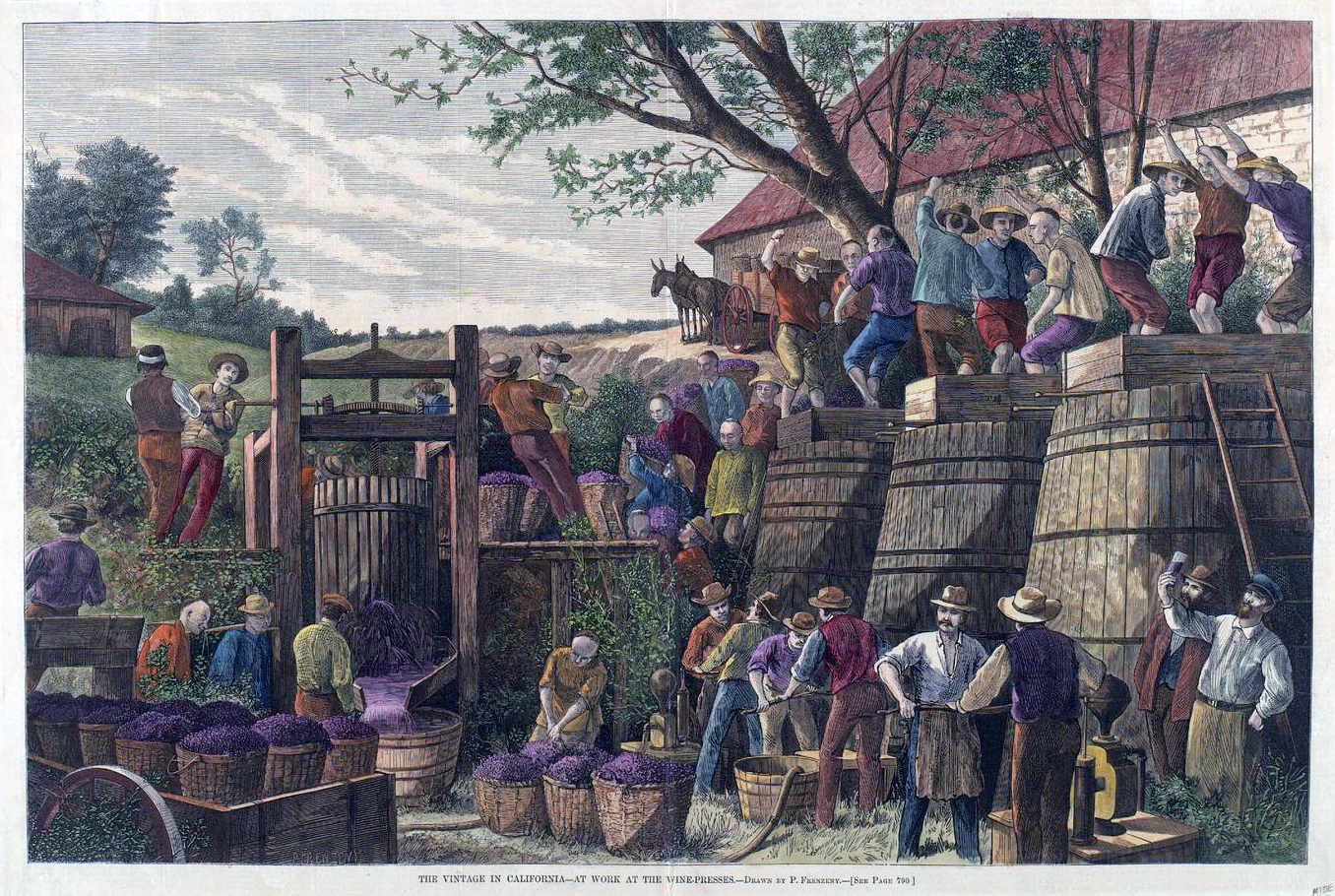
加州農場的油畫

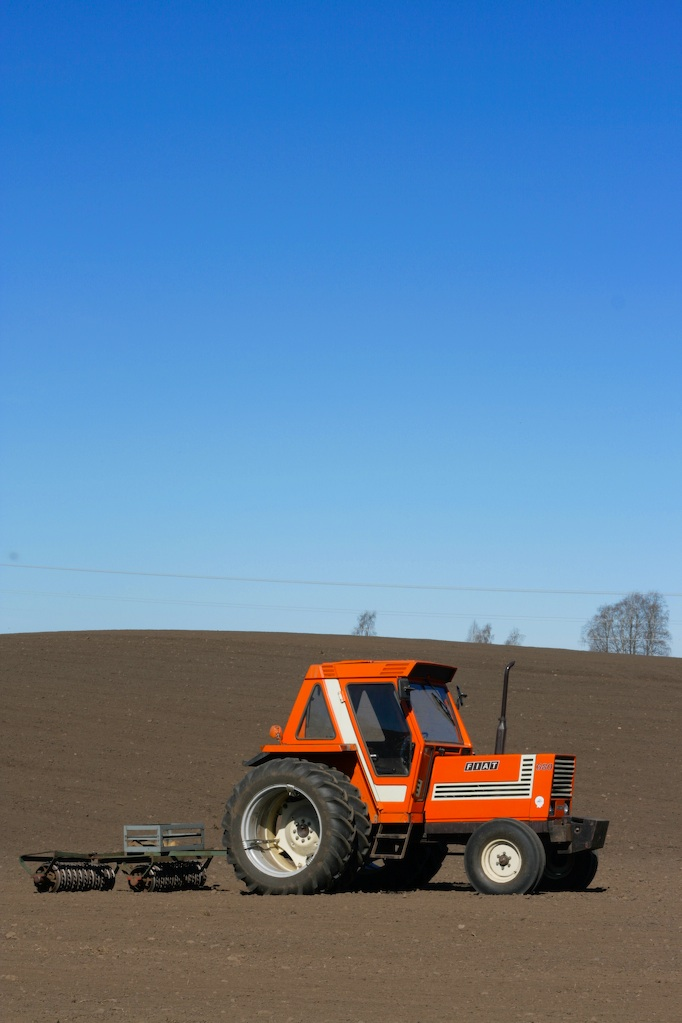
現代農場

農場，指農業生産單位、生産組織或生産企業，以從事農業生産或畜牧養殖爲主，經營各種農產品和畜牧産品。
農場可以作爲一個企業，由個人、家庭或社群所有和經營，或由聯合體、公司所有和經營。根据产业形态，又可分为农场、牧场、林场、渔场:17。
農場的規模可以從數畝到成百上千公頃不等，在美洲，一個農場的規模大的可以大到幾萬公頃或幾十萬公頃。在中國大陸的人民公社時期（1950年代至1980年代），一個大的國有農場面積相當與一個鄉或幾個鄉鎮的規模，号称中国最大农场的国营友谊农场甚至衍生出友谊县，次于它的芳草湖农场则衍生出芳草湖市；原來以大型農場爲主的新疆生產建設兵團、东北的北大荒自1990年代以來相繼改爲城鎮建制，亦有直接以农场命名的类似乡级单位。
巴西的大種植園，在殖民時期，種植園主對其不動產以及為他們工作的黑人奴隸和自由民均擁有控制權，實際上不受殖民當局干涉。
在農業以外領域，「農場」也被引伸為培育與量產某事物的地方，例如職業運動的農場系統、農場球隊等是做為儲備戰力、培育年輕運動員的地方；算圖農場與伺服器農場則是部署大量伺服器的資料中心。

## 伸延閱讀
- Adams, Jane H. . Comparative Studies in Society and History. July 1988, 30 (3): 453–482. S2CID 154381479. doi:10.1017/S0010417500015334.
- Blackbourn, David. . New York: Oxford University Press. 1998.
- Clark, Christopher. . Cambridge, Massachusetts: The Belknap Press of Harvard University Press. 2006.
- Gregor, Howard F. . Economic Geography. July 1969, 45 (3): 209–225. JSTOR 143091. doi:10.2307/143091.
- Grigg, David. . Economic Geography. July 1966, 42 (3): 205–235. JSTOR 142007. doi:10.2307/142007.
- Schmidt, Elizabeth. . Portsmouth, New Hampshire: Heinemann. 1992.

## 外部連結
- meaning of farmer, types of farmer, five richest farmers  的存檔，存档日期2020-07-31.
- . The Australian Society of Agronomy.   [18 April 2007]. （原始内容存档于2011-07-19）.
- . University of California. December 1997  [18 April 2007]. （原始内容存档于21 April 2007）.
- Diver, Steve. . The ATTRA Project. August 2002  [18 April 2007]. （原始内容存档于2007-03-16）.
- Open Source Ecology （页面存档备份，存于）
- . U.S. Department of Labor.   [28 March 2013]. （原始内容存档于16 February 2013）.